# Ferrovia Cegléd-Seghedino
La ferrovia Cegléd–Seghedino (in ungherese Cegléd–Szeged-vasútvonal), ufficialmente classificata come 140, è una linea ferroviaria ungherese che unisce la cittadina di Cegléd con Seghedino, principale centro del sud del paese al confine con la Serbia.

## Storia
Il progetto per la costruzione di una ferrovia tra Cegléd e Temesvár fu presentato nel 1847. Il primo troncone della linea, che raggiungeva Félegyháza, fu aperto al traffico il 3 settembre 1853. Il secondo segmento, che arrivava a Seghedino, fu inaugurato il 4 marzo dell'anno successivo.
Nel 1980 fu elettrificato il tratto Cegléd-Kiskunfélegyháza mentre due anni dopo venne elettrificata la restante parte della linea.